# Hordelymus
Hordelymus es un género de plantas herbáceas perteneciente a la familia de las poáceas. Es originario de Eurasia.

## Especies
- Hordelymus asper, ahora en Taeniatherum
- Hordelymus caput-medusae, ahora en Taeniatherum
- Hordelymus europaeus